# Oberlauf der Ohe
Der Oberlauf der Ohe ist ein Naturschutzgebiet in den niedersächsischen Gemeinden Spahnharrenstätte und Börger in der Samtgemeinde Sögel im Landkreis Emsland.
Das Naturschutzgebiet mit dem Kennzeichen NSG WE 203 ist 223 Hektar groß. Es liegt zwischen Spahnharrenstätte und Börger im Hümmling und stellt einen Teil des noch naturnahen Oberlaufs der Ohe mit den angrenzenden Feuchtgrünländern unter Schutz. Daneben sind Erlenbruchwald und Brachflächen im Schutzgebiet zu finden. 
Das Naturschutzgebiet wird im Norden von der Landesstraße 62 durchschnitten.
Das Gebiet steht seit dem 29. September 1990 unter Naturschutz. Zuständige untere Naturschutzbehörde ist der Landkreis Emsland.